# SS Californian
SS Californian je bil britanski prekooceanski potniški parnik v lasti družbe Leyland Line, ki je najbolj znan po tem, da aprila 1912 ni pomagal med potopom ladje RMS Titanic, čeprav je bil najbližje plovilo v bližini kraja nesreče, od Titanica oddaljeno le nekaj milj. Preiskave v ZDA in v Združenem Kraljestvu so ugotovile, da bi lahko Californian rešil veliko ali vsa izgubljena življenja, če bi se odzval na signalne rakete, ki so jih spuščali s Titanica. Preiskava v ZDA je bila še posebej kritična do kapitana ladje Stanleya Lorda, ki je njegovo nedelovanje med potopitvijo označila za »nepravilno in nesposobno«. 
Kljub kritiki kapitana Lorda in njegove posadke ni bil nikoli vložena nobena uradna obtožnica zaradi neodzivnosti poveljstva ladje. Leta 1992 je oddelek za preiskovanje morskih nesreč vlade Združenega kraljestva primer ponovno preučil in ob tem obsodil nepravilno ravnanje ladje Californian in pri tem ugotovil, da zaradi omejenega časa, ki je bil na voljo, bi učinek pravilnega ukrepanja ladje Californian, ki ga je opravila RMS Carpathia, rešil le tiste, ki so se rešili z reševalnimi čolni. Boljše ukrepanje kapitana Lorda bi lahko privedlo do drugačnega izida tragedije. 
Californian se je potopil med prvo svetovno vojno, 9. novembra 1915, ko ga je v južnem Sredozemlju torpedirala nemška podmornica U-35. Do danes je ladijska razbitina še vedno neodkrita. 